# Catalana
Catalana é um gênero de traça pertencente à família Arctiidae.